# 홀게르 드라크만

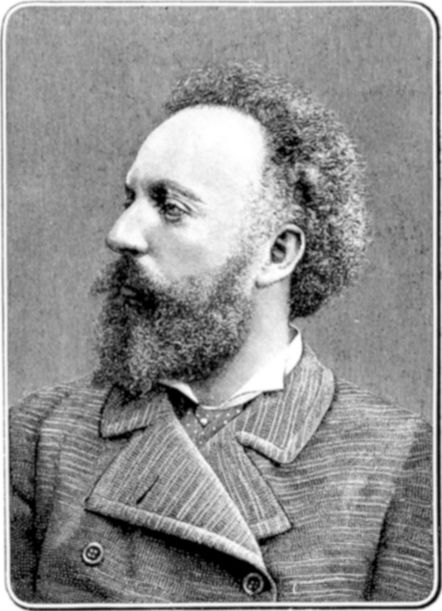
홀게르 드라크만(1888년)

홀게르 헨리크 헤르홀트 드라크만(덴마크어: Holger Henrik Herholdt Drachmann, 1846년 10월 9일 ~ 1908년 1월 14일)은 덴마크의 시인, 극작가이다. 근대의 돌파구 운동에 참여한 문학가 중 한 사람이다. 19세기 후반에 활약한 덴마크의 주요 서정시인이다.